# Рођаци (Менандар)
Рођаци (грч. Ἀνεψιοί) наслов је једне комедије грчкога песника Менандра, који је деловао у оквиру нове атичке комедије. Фрагмент овога комада сачуван је на папирусу.